# Laia Fàbregas
Laia Fàbregas   (Barcelona, 1973) és escriptora. El 1997 es va traslladar als Països Baixos, on va escriure la seva primera novel·la en neerlandès. Les seves novel·les es publiquen en català, castellà i neerlandès i també han estat traduïdes a altres idiomes, entre ells l'italià i el francès. El 2011 va escriure una obra de teatre per a la companyia de teatre neerlandesa FirmaMES, i va col·laborar com a columnista al diari Ara. Des del 2012 està vinculada al Laboratori de Lletres. El 2023 va guanyar el Premi Joanot Martorell de narrativa, dins dels Premis Literaris Ciutat de Gandia, amb la novel·la El silenci dels astronautes.

## Obra publicada
Novel·la
- 2007 - Het meisje met de negen vingers (Amsterdam: Anthos, 2007), en català: La nena dels nou dits, Barcelona: Columna, 2008 - Traducció de Maria Rosich Andreu),[7] en castellà: La niña de los nueve dedos (Barcelona: El Aleph, 2008 - Traducció de Goedele de Sterck)[8]
- 2010 - La llista (Barcelona: Amsterdam, 2010)[9] / Landen (Madrid: Alfaguara, 2010)[10]
- 2013 - Dies de cel groc (Barcelona: Amsterdam, 2013)[11]
- 2021 - No escriuré la teva història (Barcelona: Empúries, 2021)[12]

Teatre
- VOLG. Companyia Firma MES, L'Haia (Països Baixos)